# Hidrolasa
En bioquímica, una hidrolasa o enzim hidrolític és un enzim que catalitza la hidròlisi d'un enllaç químic. Per exemple, un enzim que catalitzi la següent reacció és una hidrolasa:
A–B + H₂O → A–OH + B–H

## Nomenclatura
Els noms sistemàtics de les hidrolases es formen com substrat hidrolasa. Tanmateix, els noms comuns són típicament de la forma "substratasa." Per exemple, una nucleasa és una hidrolasa que s'adhereix a àcids nucleics.

## Classificació
Les hidrolases es classifiquen com EC 3 en la classificació d'enzims EC number. Els hidrolasa es poden classificar en subclasses basant-se en els enllaços que presenten: 
- EC 3.1: Hi actuen sobre enllaços èster. (Esterasa, nucleasa, fosfodiesterasa, lipasa, fosfatasa)
- EC 3.2: Glucosidasa.
- EC 3.3: Hi actuen sobre enllaços èter.
- EC 3.4: Hi actuen sobre enllaços peptídics. (Peptidasa)
- EC 3.5: Hi actuen sobre enllaços carboni-nitrogen no peptídics.(Arginasa)
- EC 3.6: Hi actuen sobre els anhídrids dels àcids. (Helicasa, GTPasa)
- EC 3.7: Hi actuen sobre els enllaços carboni-carboni.
- EC 3.8: Hi actuen sobre els enllaços halur.
- EC 3.9: hidrolitzen enllaços P - N

EC 3.9.1.1 fosfoamidasa
EC 3.9.1.2 proteïna arginina fosfatasa
EC 3.9.1.3 fosfohistidina fosfatasa
- EC 3.10: hidrolitzen enllaços S - N

EC 3.10.1.1: N-sulfoglucosamina sulfohidrolasa
EC 3.10.1.2 : ciclamato sulfohidrolasa
- EC 3.11 : hidrolitzen enllaços C - P

EC 3.11.1.1 : fosfonoacetaldehíd hidrolasa
EC 3.11.1.2 : fosfonoacetat hidrolasa
EC 3.11.1.3 : fosfonopiruvat hidrolasa
- EC 3.12 : hidrolitzen enllaços S - S

EC 3.12.1.1: tritionat hidrolasa
- EC 3.13 : hidrolitzen enllaços C - S

EC 3.13.1.1 : UDP-sulfoquinovosa sintasa
EC 3.13.1.2 : eliminada, transferida a EC 4.4.1.21
EC 3.13.1.3 : 2'-hidroxibifenil-2-sulfinat desulfinasa
EC 3.13.1.4 : 3-sulfinopropanoil-CoA desulfinasa
EC 3.13.1.5 : sulfur de carboni hidrolasa
EC 3.13.1.6 : [proteïna transportadora de sofre]-S-L-cisteïna hidrolasa
EC 3.13.1.7 : carbonil sulfur hidrolasa
EC 3.13.1.8 : S-adenosil-L-metionina hidrolasa (forma adenosina)

## Consideracions clíniques
La hidrolasa secretada per Lactobacillus jensenii en el tracte intestinal superior humà estimulen el fetge per secretar sals biliars que ajuden la digestió dels aliments.